# Gérard de Castelbajac
Pour les articles homonymes, voir Castelbajac.
Pour les autres membres de la famille, voir Famille de Castelbajac.
Gérard de Castelbajac, né au Pin-au-Haras le 15 septembre 1923 et mort à Neuilly-sur-Seine le 2 mars 1987, est un amiral français.

## Biographie
Il naît le 15 septembre 1923 au Pin-au-Haras de Pierre de Castelbajac, officier des haras nationaux, et de Suzanne Sauve, il étudie dans sa jeunesse au collège Notre-Dame de Sainte-Croix au Mans.
Il intègre l'École navale en 1942 et fait partie de la Résistance de 1944 à 1945 dans les Forces françaises de l'intérieur (FFI) durant la Seconde Guerre mondiale.
Il devient enseigne de vaisseau en 1945 et est breveté pilote de l'aéronavale aux États-Unis. Il sert comme pilote de la chasse embarqué de 1948 à 1954. Étant promu lieutenant de vaisseau en 1951, il prend part à la guerre d'Indochine et commande la flottille de chasse 11F de 1953 à 1954 avec laquelle il participe à la bataille de Diên Biên Phu. Après ces événements, il est nommé chevalier de la Légion d'honneur le 8 août 1954.
De 1956 à 1959, il est détaché auprès de la Cour royale de Belgique.
Il obtient ensuite le grade de Capitaine de corvette en 1959 et est breveté de l'École de guerre navale, il sert alors à l'État-major de la marine et commande l'escorteur rapide Le Lorrain de 1962 à 1964. Il devient Capitaine de frégate cette même année et commande la Base aéronavale de Cuers-Pierrefeu de 1965 à 1966.
Il est chef de la division « opération » à la direction du Centre expérimental nucléaire de 1968 à 1970.
Il est promu Capitaine de vaisseau en 1969 et admis auditeur à l'Institut des hautes études de Défense nationale (IHEDN). Puis il commande le porte-hélicoptères Jeanne d'Arc de 1971 à 1973.
De 1973 à 1975, il est adjoint au directeur du cabinet militaire du ministre de la Défense.
Il est commandant supérieur des forces armées en Polynésie française et du centre d’expérimentation du Pacifique de 1976 à 1978 comme contre-amiral, grade qu'il obtient en 1975.
Il commande l'escadre de la Méditerranée en 1978 en tant que Vice-amiral.
Élevé au rang et appellation de vice-amiral d'escadre en 1980, il est nommé directeur de l'Institut des hautes études de Défense nationale (IHEDN).
Élevé au rang et appellation d'amiral en 1982, il devient inspecteur général de la marine.
Après avoir été élevé à la dignité de grand-officier de la Légion d'honneur en 1983, il quitte, à sa demande, le service actif le 1er mai 1984.
Il meurt le 2 mars 1987 à Neuilly-sur-Seine à l'âge de 63 ans.

## Décorations
Gérard de Castelbajac a obtenu plusieurs décorations dont la liste suit :
- Grand officier de la Légion d'honneur
- Croix de guerre 1939-1945
- Croix de guerre des Théâtres d'opérations extérieurs
- Commandeur de l'ordre de la Couronne.
- Commandeur de l’ordre de la République de Tunisie.